# Ofensiva de Shah Wali Kot

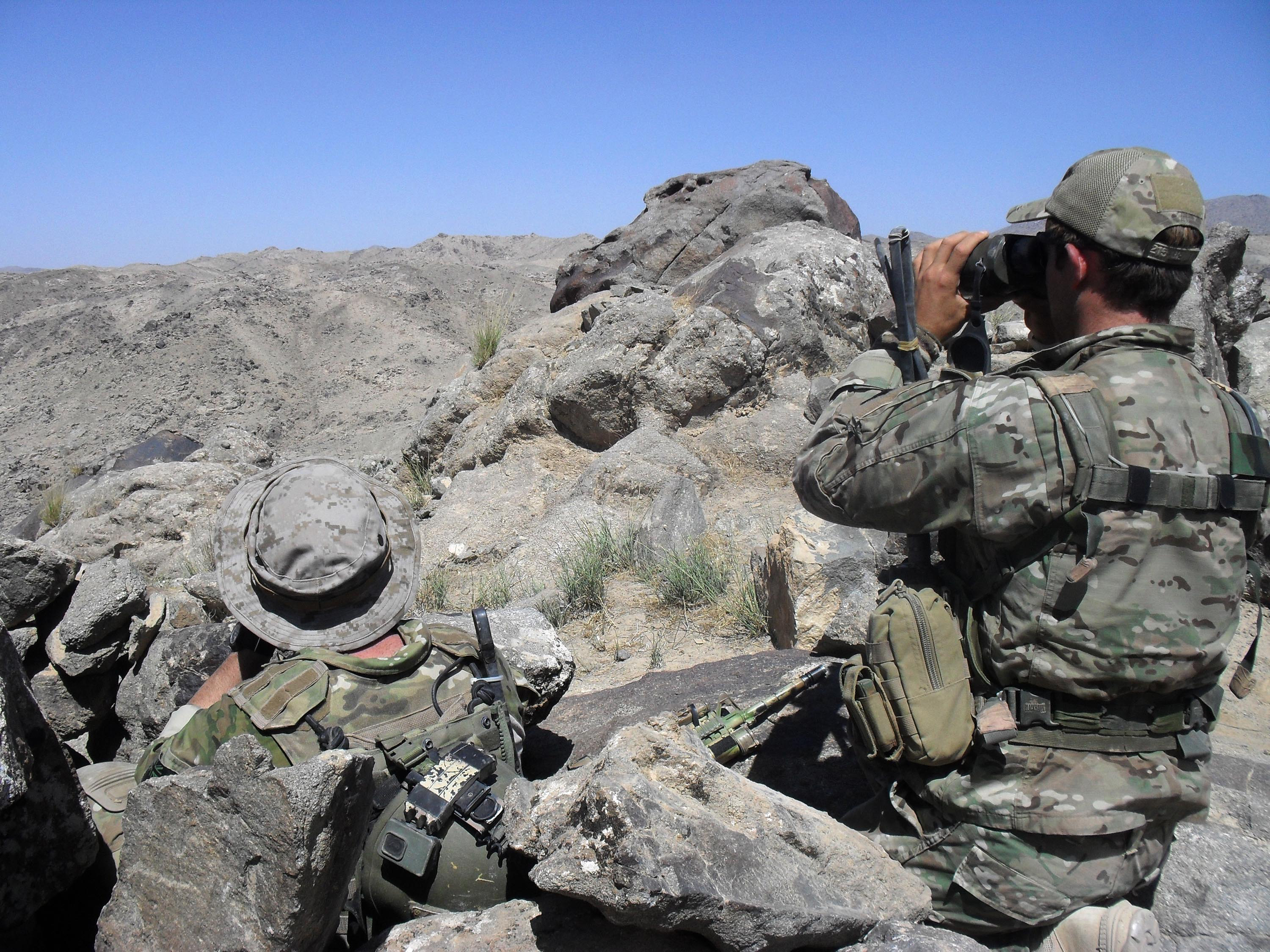
Snipers autralianos durante a Ofensiva de Shah Wali Kot

A Ofensiva de Shah Wali Kot foi uma operação liderada pelas forças especiais da Austrália, juntamente com o exército nacional do Afeganistão e com o apoio aéreo dos Estados Unidos, contra os Talibans, que durou cinco dias (10 a 14 de Junho de 2010) durante a Guerra do Afeganistão. A operação teve lugar no distrito de Shah Wali Kot, província de Candaar.
O resultado foi uma vitória das forças aliadas, com dois feridos, contra cerca de 100 mortos do lado talibã.